# Feestcantate

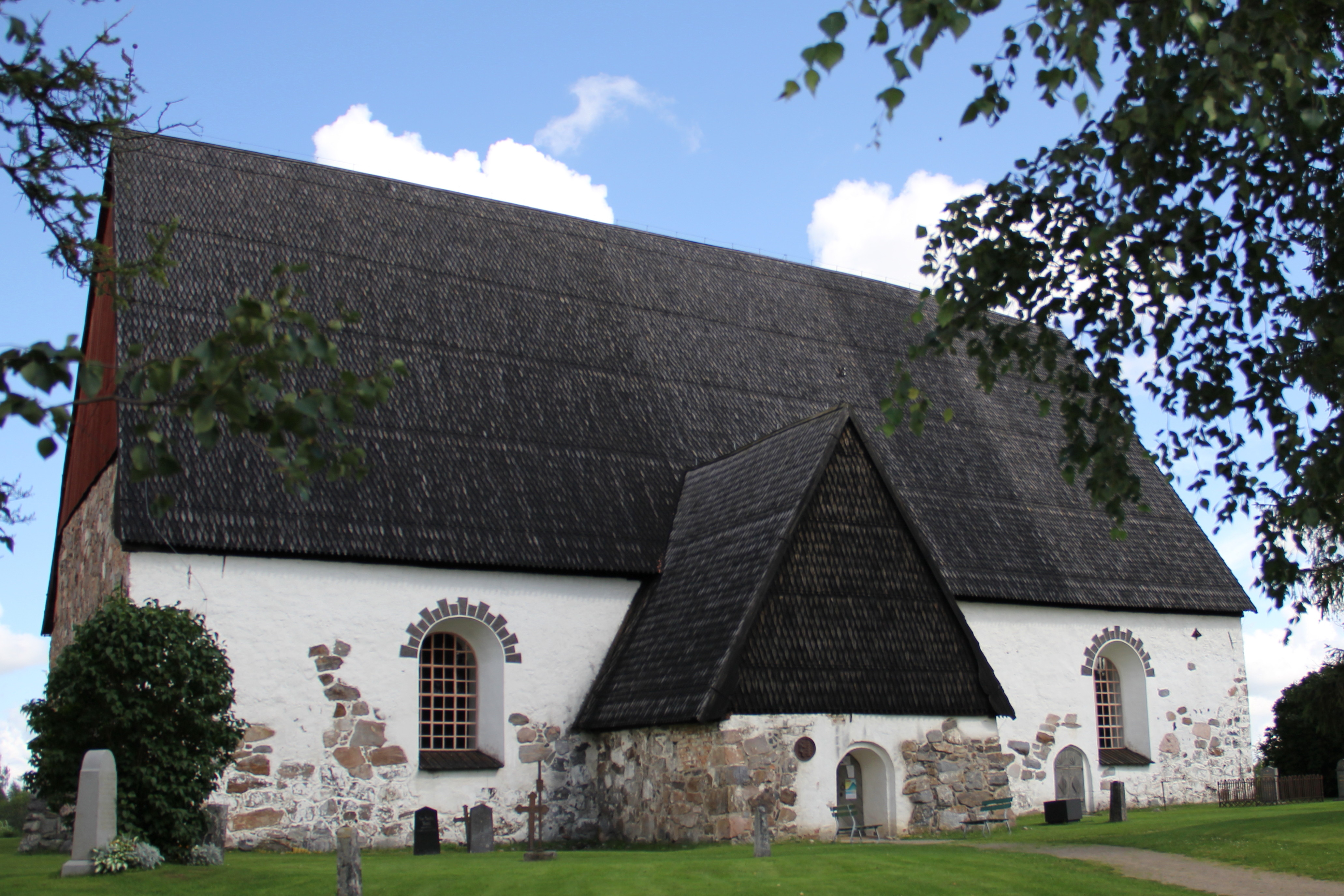
Oude kerk van Isokyrö (2015)

Feestcantate (Juhlakantaatti) is een compositie van Toivo Kuula.
Het grotendeels vergeten werk is door Kuula geschreven op verzoek van dominee Gustav Durchmann. Hij bestelde het werk ter viering van het 600-jarig bestaan van de kerk van Isokyrö. De opdracht werd later opmerkelijk geacht, omdat Kuula in de periode voorafgaand aan de opdracht nauwelijks iets heeft geschreven; hij was berooid en kon niet verder studeren aan het Muziekinstituut van Helsinki. Bovendien had hij nog geen noemenswaardig werk op papier staan. Het zou daarom kunnen zijn dat Durchmann de carrière van Kuula (weer) op de rails heeft weten te krijgen.
Kuula schreef een toonzetting van drie teksten: hij gebruikte tekst van A.V. Koskimies, het Benedictus es Domine Deus en psalm 118. De festiviteiten overtroffen de verwachtingen; er kwamen 7000 mensen op af; terwijl er in het kerkje “slechts’ een klein gedeelte daarvan plaats kon nemen. Het feest vond plaats op 10 augustus 1904. Kuula zette voor de uitvoerenden advertenties; hij wilde daarbij alleen jonge zangers, want zij moesten zich snel kunnen aanpassen aan wijzigingen en niet uit de oude school komen. Een begeleiding van het koor op orgel was nog niet mogelijk; het kerkje had nog geen orgel; er werd op het harmonium begeleid. De cantate bestaat uit twee delen: Kaikki kaatuu, sortuu maatuu (Alle dingen vervallen, alle dingen vergaan) en Tää on se päivä (Dit is de dag).
Kuula schreef in 1916 een begrafenismars bij de begrafenis van Durchmann. Weer later bleek dat de kerk lang niet zo oud was als gedacht in 1903; ze zou uit 1502/1530 stammen.